# Сікупіллі
59°26′01″ пн. ш. 24°47′01″ сх. д. / 59.43361° пн. ш. 24.78361° сх. д.
Сікупіллі (ест. Sikupilli) — мікрорайон в районі Ласнамяє міста Таллінн. Його населення складає 11 298 чоловік (1 січня 2014).
В мікрорайоні знаходиться головна будівля Естонської пошти. Головними вулицями є Палласті, Маяка, Тарту маантеє, Петербурі теє, Пае. В мікрорайоні знаходиться великий торговий центр Sikupilli kaubanduskeskus і великий парк з озером (колишній кар'єр із видобутку сланцю). В мікрорайоні курсують автобусні маршрути номер 2, 7, 13, 15, 39, 50, 54, 58 та трамваї номер 2 і 4.
В Сікупіллі знаходиться сама більша водойма Ласнамяє — озеро Пае.

## Історія

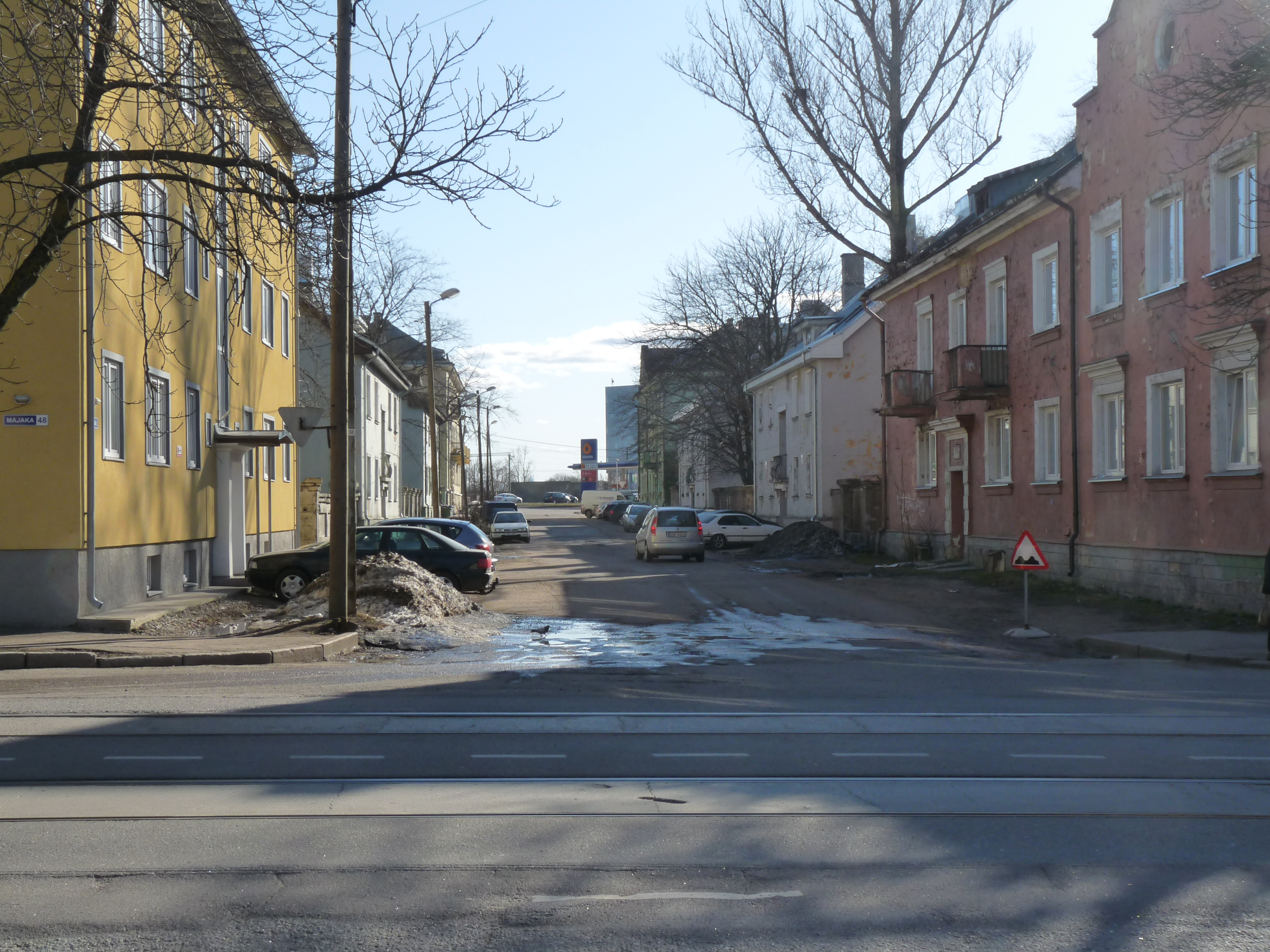
Мікрорайон Сікупіллі. Вулиця Туулемяе.

Назва мікрорайону (ест. Sikupilli — «козлиний рожок») тягнеться до часу, ще до будівництва житлових будинків, коли тут проживали тільки бідні жителі, які вирощували кіз.
В 1830 році на території сучасного мікрорайону Сікупіллі була побудована перша будівля — побудований з вапняку військовий госпіталь. Стіни госпіталю вбирали вологу, і постійна сирість шкодила здоров'ю пацієнтів. В 1869 році будівля була продана в приватну власність, а з 1886 року в будівлі була організована жіноча в'язниця. В радянські часи в ній знаходилась пересильна в'язниця.
На початку XX ст. в Сікупіллі почалось будівництво житлових будинків. Земля тут була багата вапняком і коштувала в три рази дешевше, ніж в інших районах Таллінна. До початку активного будівництва житлових будинків 1906 році, в плитнякових пройомах жили безхатченки. До 1920 року в Сікупіллі було побудовано 175 житлових будинків, а в 1930 тут вже було 210 домів, більша частина яких були одноповерховими і тільки четверта частина були двохповерховими. Єдиним трьохповерховим будинком була побудована в 1930 році Початкова школа Ласнамяє.
До Другої світової війни на території району функціонувало декілька промислових підприємст — фабрика з виробництва цвяхів Братів Кімберг, ткацька фабрика братів Тофер, вапно обпалювальна  фабрика «Сімсіварт і Ко», фабрика з виробництва ліжок Й. Буши, хімічне виробництво «Одор» та каменоломня.
В 1940 році на вулицях Маяка, Сікупіллі та Петербурі теє почалось почалось будівництво будинків для працівників заводу «Двігатєль». Під час війни, в 1941 році в Сікупіллі пройшли бої, які зачепили житлові квартали. Після війни тут знаходився табір для німецьких військовополонених.
В 2009 році навколо озера Пає був влаштований парк Пає.

## Населення
По даним самоуправління Таллінна, на 1 січня 2014 року населення Сікупіллі складало 11 298 мешканців. Чоловіків серед них 44%. Естонці складають 29% мешканців микрорайону.
| 2008   | 2010     | 2011     | 2012     | 2014     |
| ------ | -------- | -------- | -------- | -------- |
| 10 938 | ↗ 10 952 | ↗ 10 998 | ↘ 10 900 | ↗ 11 298 |